# Радиново Брдо
Радиново Брдо (хорв. Radinovo Brdo) — населений пункт у Хорватії, в Загребській жупанії у складі громади Жумберак.

## Населення
Населення за даними перепису 2011 року становило 9 осіб.
Динаміка чисельності населення поселення:

## Клімат
Середня річна температура становить 9,93 °C, середня максимальна — 23,73 °C, а середня мінімальна — -5,78 °C. Середня річна кількість опадів — 1149 мм.
| Клімат поселення                              | Клімат поселення | Клімат поселення | Клімат поселення | Клімат поселення | Клімат поселення | Клімат поселення | Клімат поселення | Клімат поселення | Клімат поселення | Клімат поселення | Клімат поселення | Клімат поселення | Клімат поселення |
| Показник                                      | Січ.             | Лют.             | Бер.             | Квіт.            | Трав.            | Черв.            | Лип.             | Серп.            | Вер.             | Жовт.            | Лист.            | Груд.            |                  |
| Середній максимум, °C                         | 6,24             | 7,76             | 11,65            | 15,77            | 20,48            | 23,73            | 23,09            | 22,60            | 18,88            | 13,89            | 8,26             | 4,62             |                  |
| Середня температура, °C                       | 0,23             | 1,75             | 5,62             | 9,76             | 14,44            | 17,72            | 19,46            | 18,98            | 15,25            | 10,26            | 4,64             | 0,99             |                  |
| Середній мінімум, °C                          | −5,78            | −4,27            | −0,39            | 3,74             | 8,42             | 11,69            | 15,84            | 15,35            | 11,62            | 6,63             | 1,00             | −2,63            |                  |
| Норма опадів, мм                              | 57               | 63               | 80               | 92               | 94               | 122              | 110              | 110              | 111              | 111              | 113              | 86               |                  |
| Середньомісячна швидкість вітру, м/с          | 1.52             | 1.67             | 2.04             | 2.01             | 1.90             | 1.71             | 1.62             | 1.52             | 1.44             | 1.52             | 1.63             | 1.59             |                  |
| Середньомісячна сонячна радіація, кДж/м²·день | 4140             | 6874             | 10340            | 14719            | 18856            | 20584            | 21649            | 18552            | 13732            | 8667             | 4583             | 3392             |                  |
| --------------------------------------------- | ---------------- | ---------------- | ---------------- | ---------------- | ---------------- | ---------------- | ---------------- | ---------------- | ---------------- | ---------------- | ---------------- | ---------------- | ---------------- |
| Джерело:                                      |                  |                  |                  |                  |                  |                  |                  |                  |                  |                  |                  |                  |                  |